# Planès
Planès (plə'nes) es una comuna francesa situada en el departamento de Pirineos Orientales, en la región de Occitania.

## Lugares de interés
- Iglesia de Nuestra Señora de la Merced, románica del siglo XI, monumento histórico de Francia

## Demografía
| 8 | 31 | 29 | 42 | 33 | 27 | 55 |
| Para los censos de 1962 a 1999 la población legal corresponde a la población sin duplicidades (Fuente: INSEE [Consultar]) |    |    |    |    |    |    |